# وانگ شو (نویسنده)
وانگ شو (انگلیسی: Wang Shuo؛ زادهٔ ۲۳ اوت ۱۹۵۸) یک رمان‌نویس، داستان کوتاه، فیلم‌نامه‌نویس، ستون‌نویس، فیلم‌نامه‌نویس، بازیگر، کارگردان فیلم و چهرهٔ فرهنگی اهل چین است. با وجود جنجال‌های مکرر پیرامون وانگ، عده فراوانی او را محبوب‌ترین و شناخته‌شده‌ترین نویسندگان چین می‌دانند که مورد تحسین منتقدان ادبی هم قرار گرفته است.
از فیلم‌ها یا مجموعه‌های تلویزیونی که وی در آن‌ها نقش داشته‌است، می‌توان به خیاط سفارشی اشاره نمود.